# 威尼斯專利法

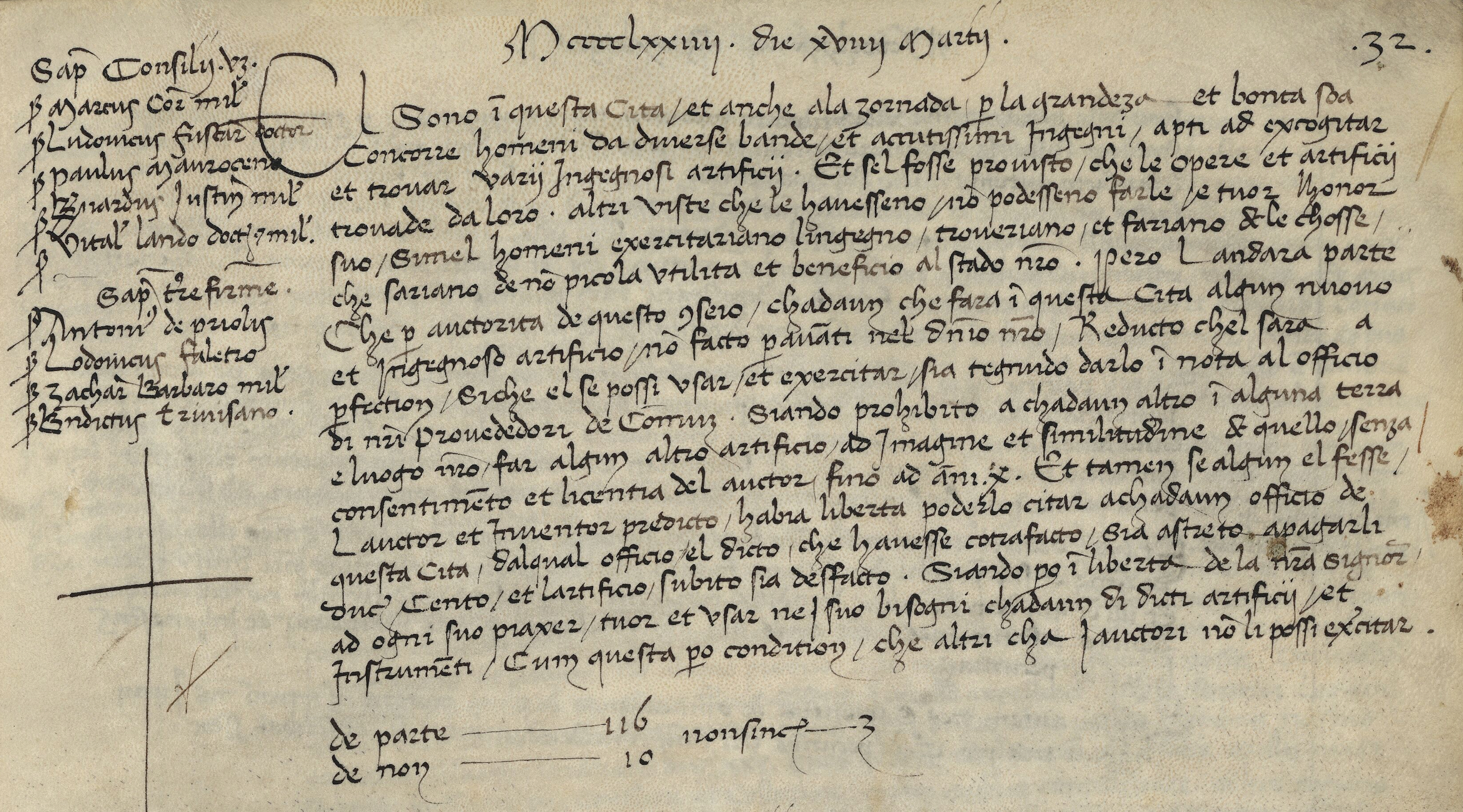
1474年威尼斯共和国制定的《威尼斯专利法》，被认为是世界上最早的专利法

1474年3月19日威尼斯共和国通過的《威尼斯专利法》（Venetian Patent Statute）是欧洲第一部专利法，該法也是世界上最早的成文专利法。该法由古代威尼斯語寫成。該法规定，只要是有用的、任何新的、巧妙的、以前没有制造过的装置都可以被授予专利权。